# United Internet
United Internet AG er en tysk internetudbyder- og internetservicevirksomhed med hovedkvarter i Montabaur. De har 16 mærker og talrige datterselskaber. Til deres mærker tilhører 1&1, IONOS, GMX, WEB.DE og 1&1 Versatel.